# 써니 (1989년)
써니(본명: 이순규, 1989년 5월 15일~)는 대한민국, 미국의 가수이며, 걸 그룹 소녀시대 및 소녀시대-Oh!GG의 리드보컬이다. 출생 당시 부모의 국적은 한국이었고, 미국 캘리포니아주 오렌지 카운티에서 출생했기 때문에 선천적인 이중국적이다.

## 학력
- 서울청운초등학교 (졸업)
- 배화여자중학교 (졸업)
- 배화여자고등학교 (졸업)

## 생애
- 1989년 5월 15일, 미국 캘리포니아주 오렌지 카운티에서 태어났다. 곧바로 쿠웨이트로 이사하여 거주했으나, 걸프 전쟁의 여파로 대한민국으로 급히 귀국하여 서울특별시 종로구 청운동에서 성장하였다.[2]

- SM 엔터테인먼트를 이끌고 있는 이수만 회장의 친조카로 알려져 있다.[3] 써니의 아버지 이수영은 이수만의 작은형이다.

- 2009년 6월 24일 MBC 음악여행 라라라에서는 아버지가 과거 배철수가 이끌었던 한국항공대학교 출신의 밴드 1978년~1979년 활주로에서 보컬을 담당했던 이수영이라고 밝혀 화제가 되기도 하였다.[4]

- 1998년 스타라이트 SM 아카데미에서 스타월드 소속 연습생으로 5년간 연습생으로 활동하면서 2인조 걸 그룹으로 데뷔할 예정이었으나 무산되었고, 아유미의 권유로 2007년 SM 엔터테인먼트의 공개 오디션에 합격후 SM으로 이적해 소녀시대에는 9번째 멤버로 합류하였다.

- 슈퍼주니어의 멤버 성민과 함께 《성민, 써니의 천방지축 라디오》를 진행하였고 2AM의 멤버 임슬옹과 함께 TV 음악 프로그램 《The M》의 진행자로 활동하였다.

- 2009년 말부터 KBS 《청춘불패》에 장기간 고정 출연했지만 해외 진출 스케줄로 인해 중도 하차하였다. 그러나 2011년에 《청춘불패 2》에 정규 멤버로 다시 합류해서 시즌1에서 시즌2로 넘어온 유일한 멤버로 활약하다가 2012년 7월 7일부로 청춘불패 시즌2에서 하차하였다.

- 2014년 5월 12일부터 2015년 11월 15일까지 밤 8시 ~ 10시 시간대에 MBC FM4U 《써니의 FM데이트》를 단독 진행하였다.

## 음반 활동
- 2007년 SBS 금요드라마 《아들찾아 삼만리》 O.S.T - 〈Touch The Sky〉
- 2008년 KBS 수목드라마 《쾌도 홍길동》 O.S.T - 〈작은 배〉
- 2008년 MBC 수목드라마 《베토벤 바이러스》 O.S.T - 〈사랑은 선율을 타고 (Day by Day)〉
- 2008년 슈퍼주니어-Happy 《요리왕 (Cooking? Cooking!)》 - 〈요리왕 (Cooking? Cooking!)〉 나레이션
- 2008년 SBS 수목드라마 《워킹맘》 O.S.T - 〈사랑을 몰라요 (Wang Ji Ta)〉
- 2009년 영화 《스토리 오브 와인》 O.S.T - 〈이제서야〉[5]
- 2009년 MBC 수목드라마 《맨땅에 헤딩》 O.S.T - 〈사랑인걸요〉, 〈Motion〉
- 2010년 SBS 월화드라마 《오! 마이 레이디》 O.S.T - 〈그대 인형〉[6]
- 2012년 미료 《MIRYO aka JOHONEY》 - 〈사랑해 사랑해〉 피처링
- 2012년 SBS 수목드라마 《아름다운 그대에게》 O.S.T - 《나야 (It's Me)》
- 2013년 MBC 수목드라마 《여왕의 교실》 O.S.T - 《두 번째 서랍》
- 2014년 황성제 Project 슈퍼히어로 3rd Line Up - 《First Kiss》
- 2015년 옥탑방작업실 - 《심쿵주의보》

## 음반 외 활동

### 소녀시대 활동
- 영화 《스토리 오브 와인》 O.S.T 《이제서야》(2008)
- Y-STAR 《라이브 파워 뮤직》 MC (2008)
- SBS 드라마스페셜 《워킹맘》 O.S.T 《사랑을 몰라요》(2008)
- Y-STAR 《라이브 파워 뮤직 - KCTA 2009 디지털 케이블 TV쇼》 MC (2009)
- Y-STAR 《라이브 파워 뮤직》 MC (2009)
- KBS 2TV 《스타골든벨》 (2009)
- MBC 수목드라마 《맨땅에 헤딩》 O.S.T 《사랑인걸요》 (with 태연, 2009)
- MTV 《The M》 MC (2009 ~ 2010)[7]
- KBS 2TV 《청춘불패》(with 유리, 2009 ~ 2010)[8]
- SBS 월화드라마 《오! 마이 레이디》 O.S.T 《그대 인형》 (2010)

### 드라마
- 2008년 KBS2 일일시트콤 《못말리는 결혼》 - 불광동 칠공주 역
- 2009년 MBC 일일시트콤 《태희 혜교 지현이》 게스트 (제시카와 공동 출연)

### 라디오
- 2008년 멜론방송 《성민, 써니의 천방지축 라디오》
- 2014년 ~ 2015년 MBC FM4U 《써니의 FM 데이트》

### 뮤직 비디오
- 2008년 슈퍼주니어-Happy 〈요리왕 (Cooking? Cooking!)〉

### 예능
- 2009년 SKY HD, SBS MTV 《The M》
- 2009년 KBS2 《추석특집 스타의 꿈 - 몽.타.주》 MC
- 2009년 KBS2 《스타골든벨》
- 2009년~2010년 KBS 《청춘불패》
- 2011년 KBS2 《청춘불패 2》
- 2012년 SBS MTV 《뮤직 아일랜드》
- 2013년 tvN 《꽃보다 할배》
- 2014년 KBS2 《해피투게더 시즌3》
- 2014년 SBS 《룸메이트 2》
- 2015년 JTBC 《연쇄쇼핑가족》 MC
- 2015년 MBN 《전국제패》
- 2016년 SBS 《보컬 전쟁 : 신의 목소리》
- 2016년 tvN 《수요미식회》
- 2016년 JTBC 《천하장사》
- 2016년 JTBC 《김제동의 톡투유 - 걱정 말아요! 그대》
- 2016년 KBS2 《해피투게더 시즌3》
- 2017년 채널A 《개밥 주는 남자 시즌 2》 내레이션
- 2017년 E채널 《너에게 나를 보낸다》
- 2018년 MBN 《현실남녀》
- 2018년 XtvN 《사랑도 통역이 되나요?》
- 2018년 MBC every1 《비디오스타》
- 2019년 JTBC 《쉘 위 치킨》
- 2019년 JTBC 《오늘부터 파티시에》
- 2020년 MBC 《구해줘,홈즈!》
- 2020년 10월 11일, 10월 18일 SBS 《TV 동물농장》 스페셜 MC
- 2020년 SBS Plus 《트렌드 레코드》
- 2021년 유튜브 《라면꼰대 시즌1》

### 영화
- 2012년 《코알라 키드:영웅의 탄생 (더빙)》 - 미란다 역
- 2014년 《리오2 (더빙)》 - 쥬엘 역

### 뮤지컬
- 2012년 《캐치 미 이프 유 캔》 - 브렌다 역
- 2014년 《싱잉 인 더 레인》 - 캐시 샐든 역
- 2016년 《카페인》 - 김세진 역

## 홍보대사
- 2013년 《코리아 위크 프로모션 - 한국 관광》홍보대사
- 2015년 신한은행 '써니뱅크' 홍보대사
- 2015년 제17회 《부천국제애니메이션페스티벌》홍보대사

## 수상 내역
| 연도   | 수상 내역                                                 |
| ------ | --------------------------------------------------------- |
| 2014년 | - MBC 방송연예대상 라디오 부문 신인상《써니의 FM 데이트》 |